# Synasterope setisparsa
Synasterope setisparsa är en kräftdjursart. Synasterope setisparsa ingår i släktet Synasterope och familjen Cylindroleberididae. Inga underarter finns listade i Catalogue of Life.